# Liste des épisodes de Section de recherches

Cet article présente la liste des épisodes de la série télévisée française Section de recherches.

## Panorama des saisons
| Liste des saisons et d'audiences de Section de Recherches | Liste des saisons et d'audiences de Section de Recherches | Liste des saisons et d'audiences de Section de Recherches | Liste des saisons et d'audiences de Section de Recherches | Liste des saisons et d'audiences de Section de Recherches | Liste des saisons et d'audiences de Section de Recherches | Liste des saisons et d'audiences de Section de Recherches | Liste des saisons et d'audiences de Section de Recherches | Liste des saisons et d'audiences de Section de Recherches | Liste des saisons et d'audiences de Section de Recherches |
| Saison                                                    | Saison                                                    | Lieux                                                     | Nombre d'épisodes                                         | Horaire                                                   | Diffusion en France                                       | Diffusion en France                                       | Audiences (en millions)                                   | Audiences (en millions)                                   | Audiences (en millions)                                   |
| Saison                                                    | Saison                                                    | Lieux                                                     | Nombre d'épisodes                                         | Horaire                                                   | Début de saison                                           | Fin de saison                                             | Première                                                  | Finale                                                    | Moyenne                                                   |
| --------------------------------------------------------- | --------------------------------------------------------- | --------------------------------------------------------- | --------------------------------------------------------- | --------------------------------------------------------- | --------------------------------------------------------- | --------------------------------------------------------- | --------------------------------------------------------- | --------------------------------------------------------- | --------------------------------------------------------- |
|                                                           | 1                                                         | Section de recherches de Bordeaux                         | 4                                                         | Jeudi 21h                                                 | 11 mai 2006                                               | 18 mai 2006                                               | 8,41                                                      | 7,79                                                      | 8,02                                                      |
|                                                           | 2                                                         | Section de recherches de Bordeaux                         | 8                                                         | Jeudi 21h                                                 | 6 septembre 2007                                          | 28 septembre 2007                                         | 6,63                                                      | 5,21                                                      | 5,75                                                      |
|                                                           | 3                                                         | Section de recherches de Bordeaux                         | 10                                                        | Jeudi 21h                                                 | 20 novembre 2008                                          | 29 janvier 2009                                           | 6,64                                                      | 7,50                                                      | 6,73                                                      |
|                                                           | 4                                                         | Section de recherches de Bordeaux                         | 14                                                        | Jeudi 21h                                                 | 10 septembre 2009                                         | 11 mars 2010                                              | 5,46                                                      | 6,74                                                      | 6,36                                                      |
|                                                           | 5                                                         | Section de recherches de Bordeaux                         | 14                                                        | Jeudi 21h                                                 | 10 mars 2011                                              | 28 avril 2011                                             | 6,90                                                      | 7,35                                                      | 7,10                                                      |
|                                                           | 6                                                         | Section de recherches de Bordeaux                         | 10                                                        | Jeudi 21h                                                 | 26 avril 2012                                             | 24 mai 2012                                               | 6,41                                                      | 6,01                                                      | 6,35                                                      |
|                                                           | 7                                                         | Section de recherches de Bordeaux                         | 16                                                        | Jeudi 21h                                                 | 28 février 2013                                           | 18 avril 2013                                             | 6,60                                                      | 6,60                                                      | 6,74                                                      |
|                                                           | 8                                                         | Section de recherches de Nice                             | 12                                                        | Jeudi 21h                                                 | 27 février 2014                                           | 3 avril 2014                                              | 6,79                                                      | 7,34                                                      | 6,90                                                      |
|                                                           | 9                                                         | Section de recherches de Nice                             | 12                                                        | Jeudi 21h                                                 | 5 février 2015                                            | 19 mars 2015                                              | 6,29                                                      | 6,78                                                      | 6,10                                                      |
|                                                           | 10                                                        | Section de recherches de Nice                             | 13                                                        | Jeudi 21h                                                 | 28 janvier 2016                                           | 31 mars 2016                                              | 6,21                                                      | 7,35                                                      | 6,81                                                      |
|                                                           | 11                                                        | Section de recherches de Nice                             | 14                                                        | Jeudi 21h                                                 | 5 janvier 2017                                            | 13 avril 2017                                             | 6,87                                                      | 5,54                                                      | 6,07                                                      |
|                                                           | 12                                                        | Section de recherches de Nice                             | 14                                                        | Jeudi 21h                                                 | 1er mars 2018                                             | 26 avril 2018                                             | 6,35                                                      | 5,43                                                      | 5,89                                                      |
|                                                           | 13                                                        | Section de recherches de Nice                             | 14                                                        | Jeudi 21h                                                 | 7 mars 2019                                               | 2 mai 2019                                                | 5,64                                                      | 3,53                                                      | 4,53                                                      |
|                                                           | 14                                                        | Section de recherches de Nice                             | 8                                                         | Jeudi 21h                                                 | 28 janvier 2021                                           | 11 mars 2021                                              | 6,01                                                      | 5,72                                                      | 5,66                                                      |
|                                                           | 15                                                        | Section de recherches de Nice                             | 2                                                         | Jeudi 21h                                                 | 21 avril 2022                                             | 21 avril 2022                                             | 5,30                                                      | 4,84                                                      | 5,07                                                      |
|                                                           | 16                                                        | Section de recherches de Nice                             | 2                                                         | Jeudi 21h                                                 | 1 février 2024                                            | 1 février 2024                                            | 4,61                                                      | 4,02                                                      | 4,32                                                      |
|                                                           | 17                                                        | Section de recherches de Nice                             | 2                                                         | Jeudi 21h                                                 | 5 septembre 2024                                          | 5 septembre 2024                                          | 3,93                                                      | 3,47                                                      | 3,70                                                      |

## Liste des saisons
À noter que sur TF1+ les épisodes sont dans le désordre.

### Première saison (2006)
1. Arrêt d'urgence
2. Disparition
3. Dérapages
4. Handicap

### Deuxième saison (2007)
1. Apparences
2. Camping
3. L'inconnu du pont de la Garonne
4. Ante Mortem
5. Connexion dangereuse
6. Étoile filante
7. Vents contraires
8. Corps à corps

### Troisième saison (2008-2009)
1. Pour le meilleur et pour le pire
2. Gendarmes
3. Forêt noire
4. Une femme comme les autres
5. La bonne fée
6. En plein cœur
7. Baby-sitter
8. Chute libre
9. Surf
10. Le droit chemin

### Quatrième saison (2009-2010)
1. Tourner la page
2. Mea Culpa
3. Bain de minuit
4. Ennemis intimes
5. L'enfance de l'art
6. Les liens du sang
7. Morsures secrètes
8. Ciel de Plomb
9. Le haras
10. Randonnée mortelle
11. Prise d'otages
12. Millésime meurtrier
13. Les chasseurs
14. Le substitut

### Cinquième saison (2011)
1. Roman noir, première partie
2. Roman noir, deuxième partie
3. Dernier acte
4. Mauvaise rencontre
5. Sauveteurs
6. Pas de deux
7. Hors-jeu
8. Crève-cœur
9. Rescapé
10. Sortie de piste
11. Cœur de pierre
12. Accident de parcours
13. Une place au soleil, première partie
14. Une place au soleil, deuxième partie

### Sixième saison (2012)
1. Vacances mortelles
2. À la dérive
3. Rien ne va plus
4. L'homme aux deux visages
5. Les mailles du filet
6. La rançon du succès
7. À corps perdu
8. Dernier tango
9. Entre toi et moi
10. Matador

### Septième saison (2013)
1. In Memoriam
2. Attraction fatale
3. Noces de sang
4. La mort en héritage
5. Le procès
6. Compte à rebours
7. Serment d'Hippocrate
8. Coup de théâtre
9. Tarif de nuit
10. Amnésie
11. Belle à mourir
12. Far Ouest
13. Partie de campagne
14. Écart de conduite, première partie
15. Mauvais présage, deuxième partie
16. Trahison, troisième partie

### Huitième saison (2014)
1. L'arrivée
2. Jeu de dupes
3. L'emmerdeuse
4. Barbe Bleue
5. Sous pression
6. Extraterrestres
7. Revers de fortune
8. La cavale
9. Cyrano
10. Balle à blanc
11. Haute tension
12. Le prix du palace

### Neuvième saison (2015)
1. Copycat
2. Sexy à mort
3. Une femme de trop
4. Ultime recours
5. Prise au piège
6. Leslie en danger
7. Chasse au trésor
8. Innocence sacrifiée
9. Les Loups
10. La Règle du jeu
11. La Nuit des étoiles
12. Secrets et mensonges

### Dixième saison (2016)
1. Noces Rouges
2. Disparu
3. Escalade
4. Diva
5. Saut de l'ange
6. Nuit d'ivresse
7. Dérives
8. Corbeau blanc
9. Cocoon
10. L'Absente
11. Le Roi du Carnaval
12. Sous influence
13. Jusqu'au dernier

### Onzième saison (2017)
1. Dans son monde
2. Mauvaise blague
3. Famille décomposée
4. Grande redistribution
5. En plein ciel
6. White Party
7. Manipulations
8. Sacrifices
9. Mortels Rivages
10. L'impasse
11. Origine
12. Mauvais genre
13. Mon ange
14. Prêt à tout

### Douzième saison (2018)
1. Avis de tempête
2. Grand froid
3. L'enfant chéri
4. Secret défense
5. Mauvaise fréquentation
6. Instinct de survie
7. Les hauts fonds
8. La machine
9. Traquée
10. Amour de jeunesse
11. Plus tard tu oublieras
12. Meurtre XXL
13. Retour de flamme
14. Spirale

### Treizième saison (2019)
À la suite des 14 épisodes, un crossover de 2 épisodes avec la série Alice Nevers a été diffusé dans la saison 17 de la série.
1. Mauvais sort (partie 1)
2. Mauvais sort (partie 2)
3. Miraculée
4. Double jeu
5. Mort sur mesure
6. Tiens ta garde
7. Les proies
8. In utero
9. Les apparences
10. Naufrage
11. Petite sœur
12. Ligne rouge
13. Dernière chance
14. Justice aveugle

### Quatorzième saison (2021)
1. Mémoire trouble
2. Jeux mortels
3. Comportement à risque
4. Réalités virtuelles
5. Expérience interdite
6. Double faute
7. Par amour (partie 1) - (Crossover avec Alice Nevers)
8. Par amour (partie 2) - (Crossover avec Alice Nevers)

### Quinzième saison (2022)
1. Nouveau départ (partie 1)
2. Nouveau départ (partie 2)

### Seizième saison (2023-2024)
Un téléfilm en deux parties a été tourné à La Réunion, dans la forêt de Bélouve, toujours avec Xavier Deluc, Franck Sémonin, Fabienne Carat et Élise Tielrooy.
1. Mortelle randonnée - Partie 1
2. Mortelle randonnée - Partie 2

### Dix-septième saison (2024)
Un second téléfilm en deux parties est tourné en Martinique, avec Xavier Deluc, Franck Sémonin, Fabienne Carat et Félicité Chaton,.
1. Le 12ème Passager - Partie 1
2. Le 12ème Passager - Partie 2